# Viggo J. Rasmussen
Viggo Jablonsky Rasmussen (født 20. januar 1915 i Aalborg, død 27. august 2001) var en dansk erhvervsleder, der var direktør for SAS og Carlsberg.
Efter realeksamen kom han i handelslære og blev i 1932 elev i Det Danske Luftfartselskab. Han blev efter at have læst handelssprog, i vinteren 1937-1938 volontør i Imperial Airways (en) Ltd. i London, hvor han samtidig gik på den danske købmandsskole. Efterfølgende vendte han tilbage til Det Danske Luftfartselskab og var med til at opbygge SAS, som han var direktør for 1950-1962, ligesom han også 1955-1962 var direktør for SAS Invest.
I 1962 blev han hentet til De forenede Bryggerier som direktør for Tuborg. Bryggeriernes bestyrelsesformand var direktør J. A. Kørbing, som også sad i bestyrelsen for SAS. Han fratrådte af helbredsårsager som bryggeridirektør i 1971, men indtrådte derefter i bestyrelsen, hvor han sad til 1974. Fra 1962-1971 var han desuden viceformand for Bryggeriforeningen. Han blev i 1955 ridder af Dannebrog og ti år senere ridder af første grad af Dannebrog.
Viggo J. Rasmussen blev i august 1971 udsat for et røveri, hvor en bevæbnet gerningsmand tog ham som gidsel og truede med at sprænge både bryggeriet og Rasmussens privatbolig i luften. Det lykkedes gerningsmanden at afpresse ham for 1,8 millioner kroner.